# Holotrichia lata
Holotrichia lata är en skalbaggsart som beskrevs av Brenske 1892. Holotrichia lata ingår i släktet Holotrichia och familjen Melolonthidae. Inga underarter finns listade i Catalogue of Life.